# 이우석
이우석(李雨錫, 1896년 9월 17일~1994년 6월 26일)은 한국의 독립운동가이다. 북로군정서의 4소대 4분대장으로 청산리 전투에 참전했으며 만주에서 활약한 독립운동가 중 마지막 생존자였다.

## 생애

### 독립운동
1896년 조선 충청도 충주군(지금의 대한민국 충청북도 충주시)에서 출생한 이우석은 부친과 떨어져 모친과 함께 살았지만, 경성부에 있는 아버지 이창규를 찾아가보라는 어머니의 유언으로 경성부에 상경하여 약국에서 일하고 있던 아버지 이창규를 만났다. 약국에서 부동산 중계일도 했다고 하는데, 독립운동가들이 독립자금을 위해 헐값으로 판 집들을 일본인들에게 파는 아버지 이창규의 모습을 부끄러워하며 못마땅했고 1919년에 항일의 뜻을 품고 압록강을 건넜다. 그러나 신분이 확인이 되지 않으면 일제 밀정으로 보고 죽임을 당한 만큼 예민한 시기 탓에 밀정으로 오해받고 있을 때 이장녕을 만났으며 이장녕, 이상룡의 도움으로 서로군정서에 편입됐다. 이후 서로군정서과 북로군정서간에 서로 도움을 받았는데, 이우석은 1920년 이장녕과 함께 병서 약 30권을 가지고 약 7백 리에 떨어진 북로군정서군이 있는 본부로 갔으며 북로군정서에 편입됐다. 이듬해 7월에는 연해주로 가서 무기를 인수해오는데 무기운반경비대의 분대장이 됐다. 10월에는 청산리 전투 4소대 4분대장으로 참전하였다.
봉오동 전투와 청산리 전투의 패전으로 간도 참변 등을 일으켜 민간인들을 학살했던 일본군을 피해 독립군을 지원하겠다는 소비에트 연방의 말을 믿고 옮겨갔으나 자유시 참변이 일어난 뒤에 포로수용소 등에 수용되는 등 전전했으며 포로수용소에서 탈출했다. 이후 만주에서 다시 독립운동을 벌였으나 1930년대부터는 해방될까지 만주에서 농사지으며 살았다.

### 해방 후
1947년에 귀국한 이우석은 겨우 생계를 유지하는 등 1970년대부터는 행상도 못해 부인이 식모 노릇을 하는 등 생계를 유지했고 서울 관악구 신림동의 8평짜리 무허가 집에서 거주하였다. 또한 한일협정 찬성에 대한 도장을 찍는 건 나라를 다시 팔아먹는일이라 하여 독립유공자 신청을 못하시고 있다가 다른 독립운동가의 주선으로 1990년 건국훈장을 받았다. 1994년 6월 26일 오전 5시 20분 서울보훈병원에서 99세를 일기로 사망했으며 6월 28일 국립대전현충원 애국지사 묘역에 안장됐다.

## 평가
박영석 전 국사편찬위원장은 저 위대한 김좌진 장군 이런 지도자도 있지만 이우석같이 끝끝내 병사로서 이탈하지 않고 만주 자유시 참변까지 겪고 그 여러 어려운 역경을 딛고 도로 살아와 가지고 독립운동을 병사로서 시종일관 끝끝내 했다는 것 이런 점에서 높이 평가하고싶다고 말했다.
이우석은 자신이 겪었던 상황을 수기를 남겼는데, 이 수기는 청산리 전투 등 만주의 독립운동 상황에 참고되기도 한다.

## 같이 보기
- 이장녕
- 이상룡
- 김좌진
- 서로군정서
- 북로군정서
- 청산리 전투
- 홍범도
- 자유시 참변

## 참고 자료
- 이우석 : 독립유공자 공훈록 - 국가보훈처
- 청산리독립전쟁 승전 90주년 특별기획 불멸의 전쟁 - 1부 망명의 길, 2부 이름 없는 영웅 보관됨 2011-01-16 - 웨이백 머신 KBS 1TV 2010년 10월 21일 ~ 10월 22일 방송

- 국학뉴스, 청산리전투 마지막 생존자 수기 최초연재 보관됨 2011-06-04 - 웨이백 머신 국학뉴스 2010년 7월 20일 작성
- 강륜금 기자 청산리전투 승전 90주년 특별기획 <불멸의 전쟁>, 1부 망명의 길[깨진 링크(과거 내용 찾기)] 국학뉴스 2010년 10월 21일 작성
- 강륜금 기자 청산리전투 승전 90주년 특별기획 <불멸의 전쟁>, 2부 이름 없는 영웅[깨진 링크(과거 내용 찾기)] 국학뉴스 2010년 10월 22일 작성